# Камера (фильм, 1996)
«Камера» (англ. The Chamber) — фильм 1996 года по одноимённому роману Джона Гришэма. Фильм собрал в прокате 22 000 000 долларов, включая сборы в мире + $7 989 000 = $22 540 359 долларов за первые пять дней показа. Зрители — США 3 300 000, Испания 284 100, Германия 152 500.

## Сюжет
Фильм повествует о пожилом человеке, приговорённом к смертной казни, и его адвокате — внуке, который всеми силами пытается помочь своему дедушке в том, чтобы суд принял решение не осуществлять смертную казнь.
В ходе фильма раскрываются характеры главных персонажей этого фильма. Адам Холл (Крис О’Доннелл) — адвокат, который взялся за это дело, узнаёт, что все его предки были расистами, что его отец покончил жизнь самоубийством, что вина его деда — это всего лишь цепь сложившихся обстоятельств.
Сэм Кэхилл (Джин Хэкмэн) — человек, который приговорён к смертной казни, который не хочет выдавать тех людей, которые ему помогали. В ходе этого фильма он осознаёт то, что он не делал в жизни ничего хорошего до того, как встретил внука. Который полностью осознал свои ошибки, но уже ничего не мог поделать. Человек, который не боялся умереть, а считал, что так оно и должно быть. Что именно так он должен ответить за все ошибки, которые совершал.
Адам всеми силами пытается добиться смягчающего приговора, так как понимает, что виной всему идеология предков, которая передавалась из поколения в поколения, от отца к сыну, что по стечению обстоятельств его дед стал таким же, как и его предки, что у него просто не было другого выхода.